# Naturdenkmal Riesenstein
Das Naturdenkmal Riesenstein befindet sich im Geo-Naturpark Bergstraße-Odenwald, am Nordhang des Gaisbergs bei Heidelberg. Es handelt sich um eine Gruppe abgestürzter Felsblöcke am Hangfuß des aufgelassenen gleichnamigen Buntsandstein-Steinbruchs, der über mehrere Jahrhunderte oberhalb der Stadt Heidelberg betrieben und bereits durch Matthäus Merian 1620 in seinem Hauptwerk Topographia Germaniae dokumentiert wurde. Die wohl im 18. Jahrhundert spektakulär herabgestürzten Felsblöcke wurden 1939 durch das Reichsnaturschutzgesetz als Naturdenkmal unter Schutz gestellt.

## Lage
Das Naturdenkmal (ND) mit seinen eindrucksvoll gruppierten Felsen befindet sich am Fuß einer mächtigen Buntsandsteinwand des Sandstein-Odenwalds. Freigelegt wurden die abgestürzten Steine um 1840 beim Bau des Johannes-Hoops-Wegs zwischen der Klingenteichstraße und dem Speyererhof. Im Zuge der Ausgestaltung des Stadtwalds zum attraktiven Naherholungsgebiet wurde die Straße 1846 oberhalb der abgestürzten Felsgruppe mit einer Aussichtskanzel, auch Riesensteinkanzel genannt, mit Blick ins Neckartal versehen. Im Jahr 1934 nahm die Stadt Heidelberg den lang geplanten Ausbau des Riesensteinwegs in Angriff. Mit einer verbreiterten Anbindung an den Johannes-Hoops-Weg sollte mit dem Riesensteinweg ein Pendant zum beliebten Heidelberger Philosophenweg entstehen. Schon 1935 kamen die Arbeiten am Riesensteinweg zu einem raschen Ende als erst 400 Meter des Wegs mit angrenzender Hangstützmauer fertiggestellt waren. Damit endet der Waldweg bis heute im Gelände. Der Grund für das Ende der Arbeiten sind unklar. Möglicherweise wurden die „Notstandsarbeiter“ für den Bau der Thingstätte abgezogen.
Führte einst der Riesensteinweg Wanderer und Wissenschaftler unmittelbar zu den ungewöhnlichen Felsblöcken, treffen sich heutzutage dort vor allem Sportkletterer und Boulder. Die Stadt Heidelberg hat das Bouldern und Klettern am Naturdenkmal auf eigene Gefahr erlaubt, allerdings sind die Verwendung von Magnesiumcarbonat (MgCO₃) sowie die Befestigung von Kletterhaken an den Felswänden untersagt.

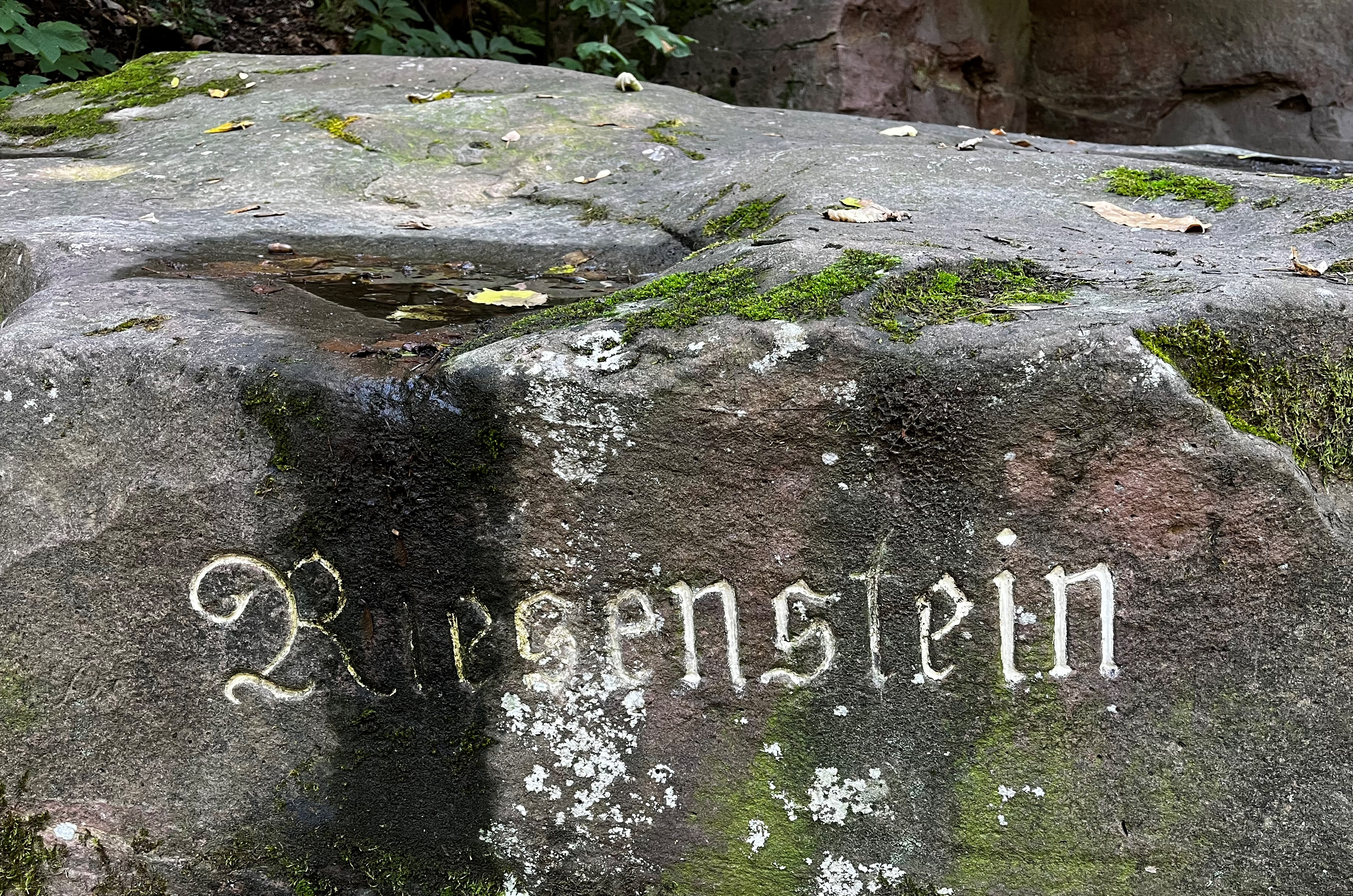
Historische Inschrift am Naturdenkmal
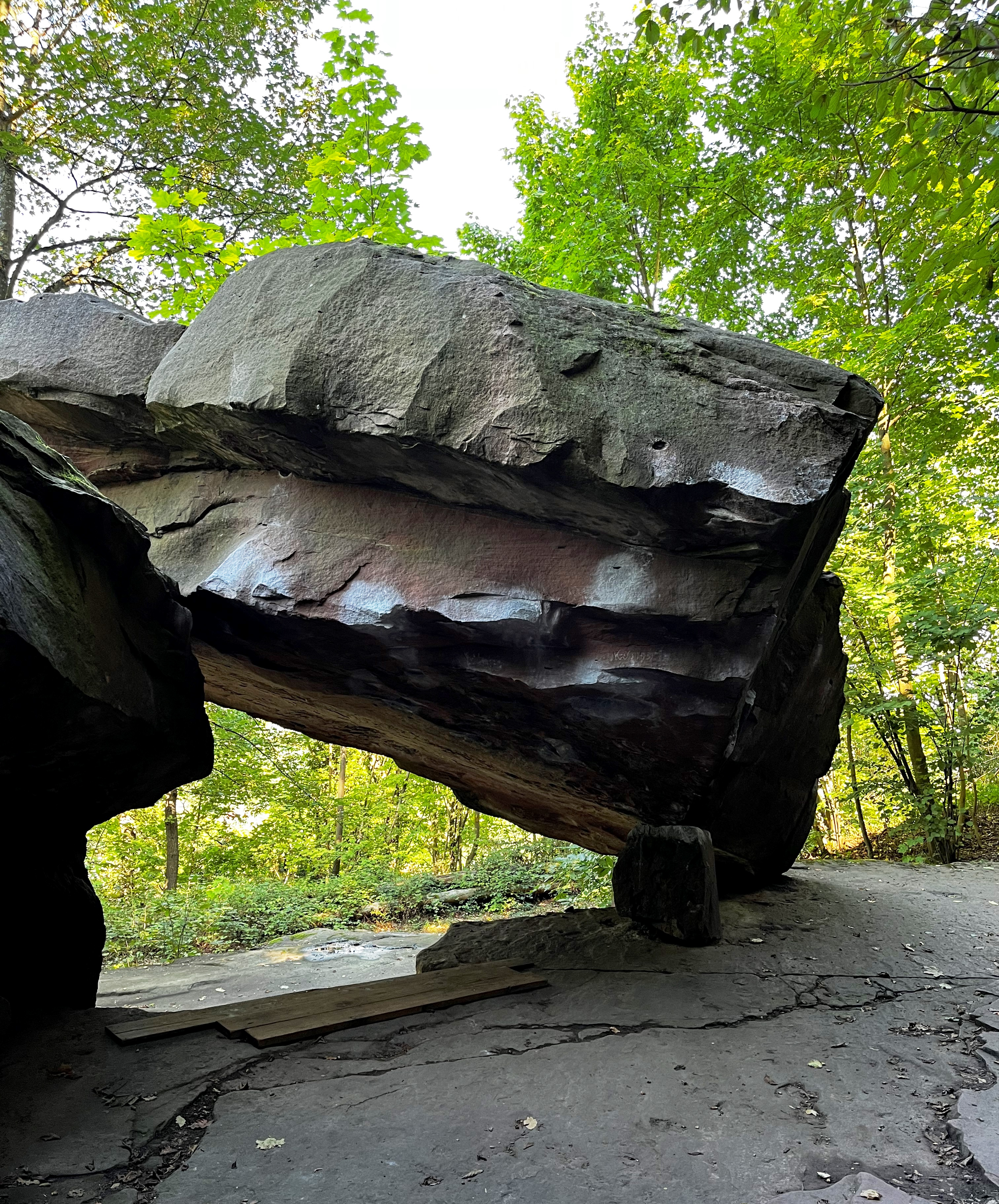
ND Riesenstein, abgestürzter Buntsandsteinblock
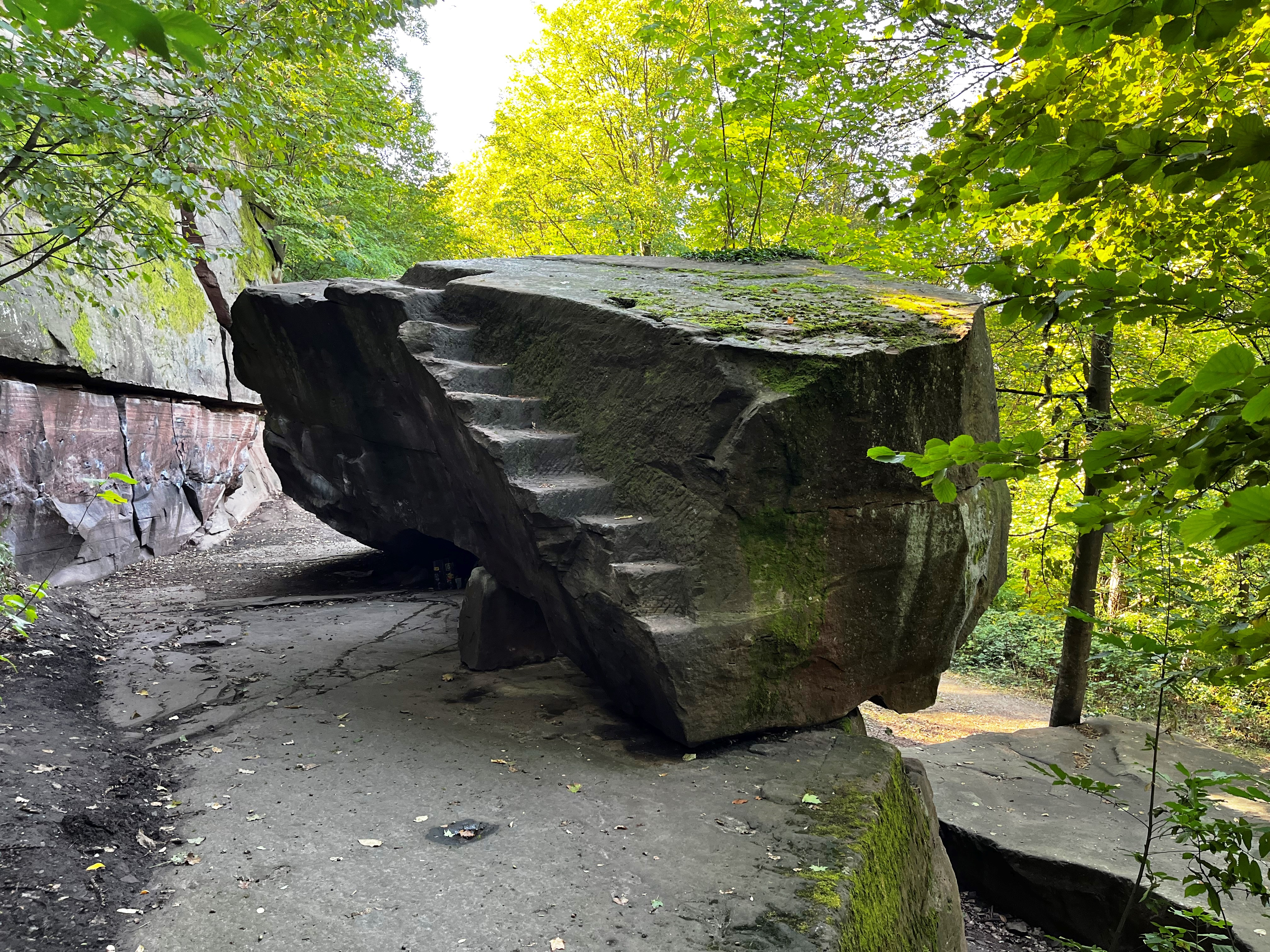
ND Riesenstein, abgestürzter Treppenstein
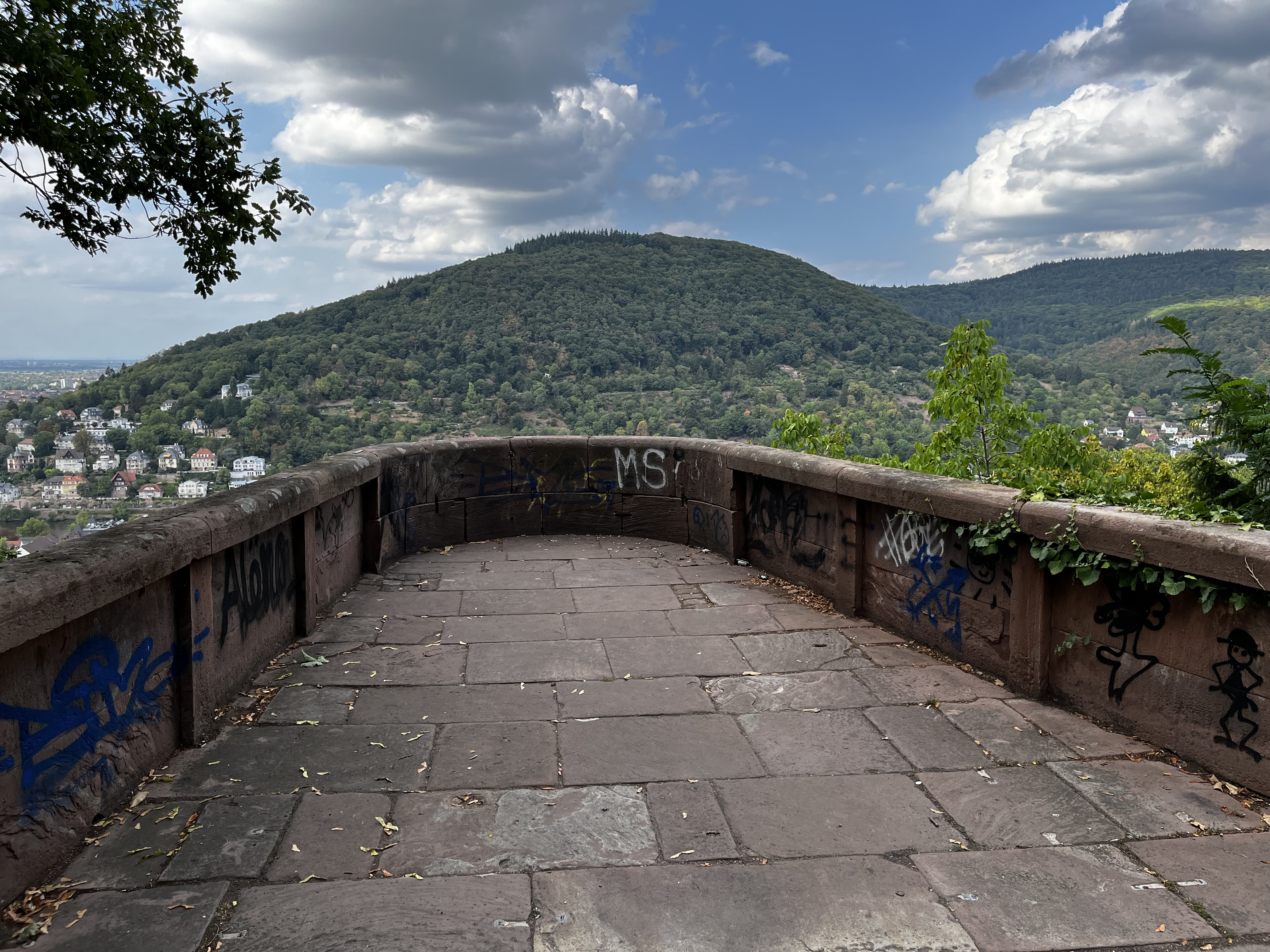
Aussichtskanzel am Riesenstein mit Blick ins Neckartal und auf den Heiligenberg

## Historie

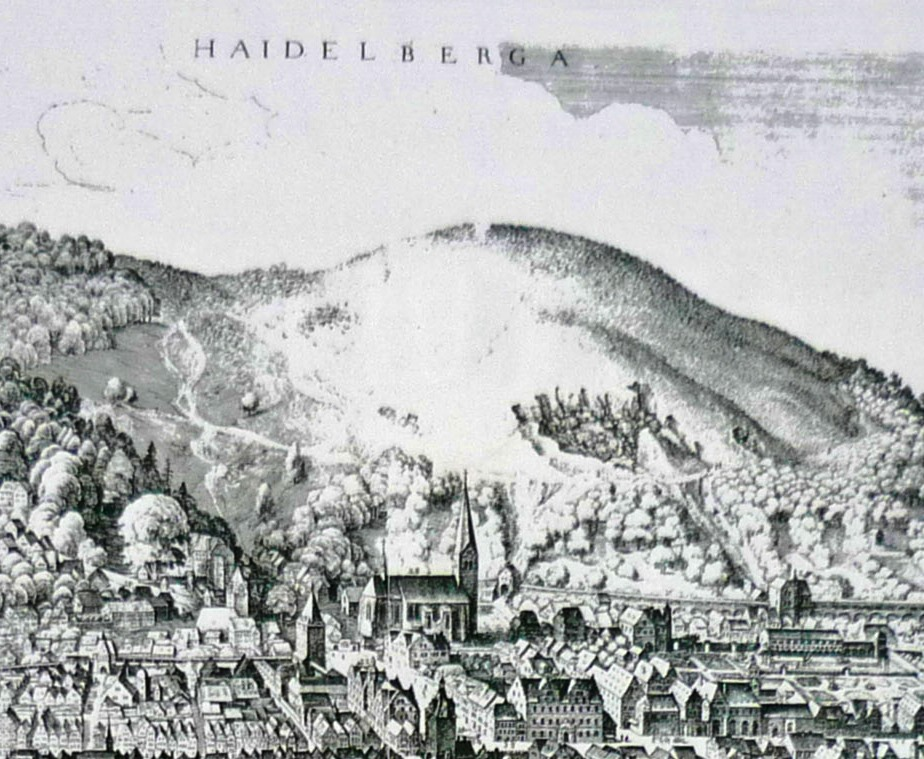
Blick auf Heidelberg und den Steinbruch Riesenstein am entwaldeten Gaisberg (Matthäus Merian, 1620)

Beim Betrachten des Merianstiches von 1620 gewinnt man einen Eindruck von den mächtigen Ausmaßen des Steinbruchs an dem völlig entwaldeten Nordhang des Gaisbergs. Auf der Abbildung ist eine Rutschbahn unterhalb des Steinbruchs erkennbar. Dort wurden die gebrochenen Felsblöcke ins Tal „geriest“. Schon während und nach dem Pleistozän löste sich dort ohne menschliches Zutun immer wieder Gesteinsmaterial durch Solifluktion und stürzte bis auf die heutige Altstadt Heidelbergs hinab. So befanden sich beispielsweise große Felsblöcke im Bodenaushub beim Bau der Tiefgarage Parkhaus am Theater (Friedrich-Ebert-Anlage 51).
Nachweislich wurde das Gestein vom Riesenstein ab 1430 für die Turm- und Prachtbauten am Heidelberger Schloß sowie für zahlreiche Bauten in der Heidelberger Altstadt verwendet, darunter auch zahlreiche historische Gebäude wie die Peterskirche, das Klingentor (Stadttor), das Karlstor und das Haus Zum Riesen sowie Teile der Alten Brücke.
Wie die extrem schweren Arbeitsabläufe im Steinbruch Riesenstein damals vonstattengingen, ist nicht näher überliefert. Als sicher gilt aber, dass zeitweise zahlreiche Strafgefangene und Fronarbeiter daran beteiligt waren.
Steinscheren, auch Teufelskrallen genannt, dienten damals zum Anheben und Abtransport der gebrochenen Steinblöcke unter Zuhilfenahme von Seilen und Zugtieren. Ab dem 17. Jahrhundert wurden bereits im Steinbruch vorgefertigte Werksteine (z. B. Treppen, Tröge, Mühlsteine) ausgeliefert. Die Steinhauerei war in diesen Zeiten ein wichtiges und einträgliches Handwerk. Aus dieser Epoche stammt vermutlich der abgestürzte Treppenstein, der sich bis heute erhalten hat.
Wie der Buntsandstein-Steinbruch Kammerforst am Gaiberger Weg war auch der Riesenstein über mehrere Jahrhunderte im Besitz der kurfürstlichen Hofkammer. Nach Verlegung der kurpfälzischen Residenz von Heidelberg nach München 1776/77 gingen beide Steinbrüche sowie deren angrenzende Flächen in das Eigentum der Stadt Heidelberg über, die weiterhin die Abbaustätten zur Gewinnung von Baumaterial intensiv nutzte.
Ab 1930 wurde der Steinbruch Riesenstein nach seiner Stilllegung ohne Rekultivierungs- und Sicherungsmaßnahmen der Natur überlassen. Rasch stellten sich Gehölze und Baumgruppen ein, die auf den Terrassen der Abbaustätte und an den Rändern Fuß fassten. Heute ist die Vegetation dort so weit fortgeschritten, dass man von den einst aufgeschlossenen Gesteinsflächen nur noch einen Bruchteil erkennt. Auch der Bau des Johannes-Hoops-Weges, der Fahrstraße vom Klingenteich zum Speyererhof, hat zu dieser Situation beigetragen.

## Geologie
Das Naturdenkmal sowie die oberhalb aufgelassene Steinbruchwand, zählen zur sogenannten Gaisbergverwerfung, die sich vom Gipfel des Gaisbergs (376 m ü. NHN) in nordöstliche Richtung bis zur Molkenkur erstreckt. An den steilen Hängen steht überwiegend die Formation des Mittleren Buntsandsteins (sm2/smc1) mit Übergangsformen zum Unteren Buntsandstein (su2) an. Die Gesteinsschicht verläuft östlich in Richtung Schloss-Wolfsbrunnenweg bis in das Neckartal hinab. Dort sind diese braunroten Sandsteine auch als sogenannter Neckartäler Sandstein bekannt. Die geologische Stratigraphie wird in nachstehender Tabelle näher erläutert.
| Geologischer Horizont                                  | geol. Kurzform | lithostratigraphische Gruppe      |
| ------------------------------------------------------ | -------------- | --------------------------------- |
| Röt-Formation                                          | so2            | Oberer Buntsandstein              |
| Chirotherien-Sandstein                                 |                | Grenzschicht zwischen so2 und so1 |
| Plattensandstein                                       | so1            | Oberer Buntsandstein              |
| Oberer Geröllhorizont (Hauptkonglomerat)               | smc2           | Mittlerer Buntsandstein           |
| Oberer Hauptbuntsandstein                              | sm2            | Mittlerer Buntsandstein           |
| Unterer Hauptbuntsandstein                             | sm2            | Mittlerer Buntsandstein           |
| Unterer Geröllhorizont (Ecksches Konglomerat)          | smc1           | Mittlerer Buntsandstein           |
| Tigersandstein, Bausandstein, Pseudomorphosensandstein | su2            | Unterer Buntsandstein             |
| Bröckelschiefer                                        | su1            | Unterer Buntsandstein             |

Die Ansammlung der großen Felsblöcke im Bereich des Naturdenkmals Riesenstein gehört zu einer speziellen lithostratigraphischen Untergruppe des Unteren Buntsandsteins (su2), die in der Fachsprache auch als Pseudomorphosensandstein bezeichnet wird. Insbesondere der Pseudomorphosensandstein beinhaltet klastische Sedimenten, aus feinen bis mittelkörnigen Komponenten. Die Körner weisen einen Überzug aus Eisenoxiden auf, die dem Gestein seine charakteristische rotbraune Farbe geben; der Name Pseudomorphosensandstein geht auf rotbraune Flecken aus Eisenmineralen im Gestein zurück, die früher als Pseudomorphosen nach Karbonatmineralen gedeutet wurden. Typisch für den su2 sind in Hohlräumen eingelagerte Tongallen (Manganoxide, mit Azurit Cu3(CO3)2(OH)2, s. untenstehende Abbildung). In Deutschland ist das blaue Mineral unter anderem im Schwarzwald, im Spessart, im Harz sowie im Erzgebirge verbreitet. Die Verwendung von Azurit als Schminke lässt sich bis in die Antike zurückverfolgen. Heute findet es Anwendung in der Kunstmalerei.
Sowohl an den aufgeschlossenen Sandsteinwänden am Gaisberg als auch an dem abgestürzten Gesteinsmaterial erkennt man rote Schichten sowie entfärbte, horizontal verlaufende Schichtlagen. Hierbei handelt es sich um tonig-sandige Schlufflagen, als Zeugnisse eines ehemals wüstenhaften Klimas auf der Erdoberfläche.
Das anstehende Gestein um den Riesenstein ist zudem meist verkieselt und bildet infolge der erhöhten Resistenz gegen Verwitterung auch die bekannten Blockhalden und Felsenmeere an den Steilhängen des Odenwalds. Die Horizonte des Mittleren Buntsandsteins (sm) sowie der Pseudomorphosensandstein des Unteren Buntsandsteins (su2) liefern ideale Bau- und Werksteine, die sich gut verarbeiten lassen, sog. Badischer Bausandstein.

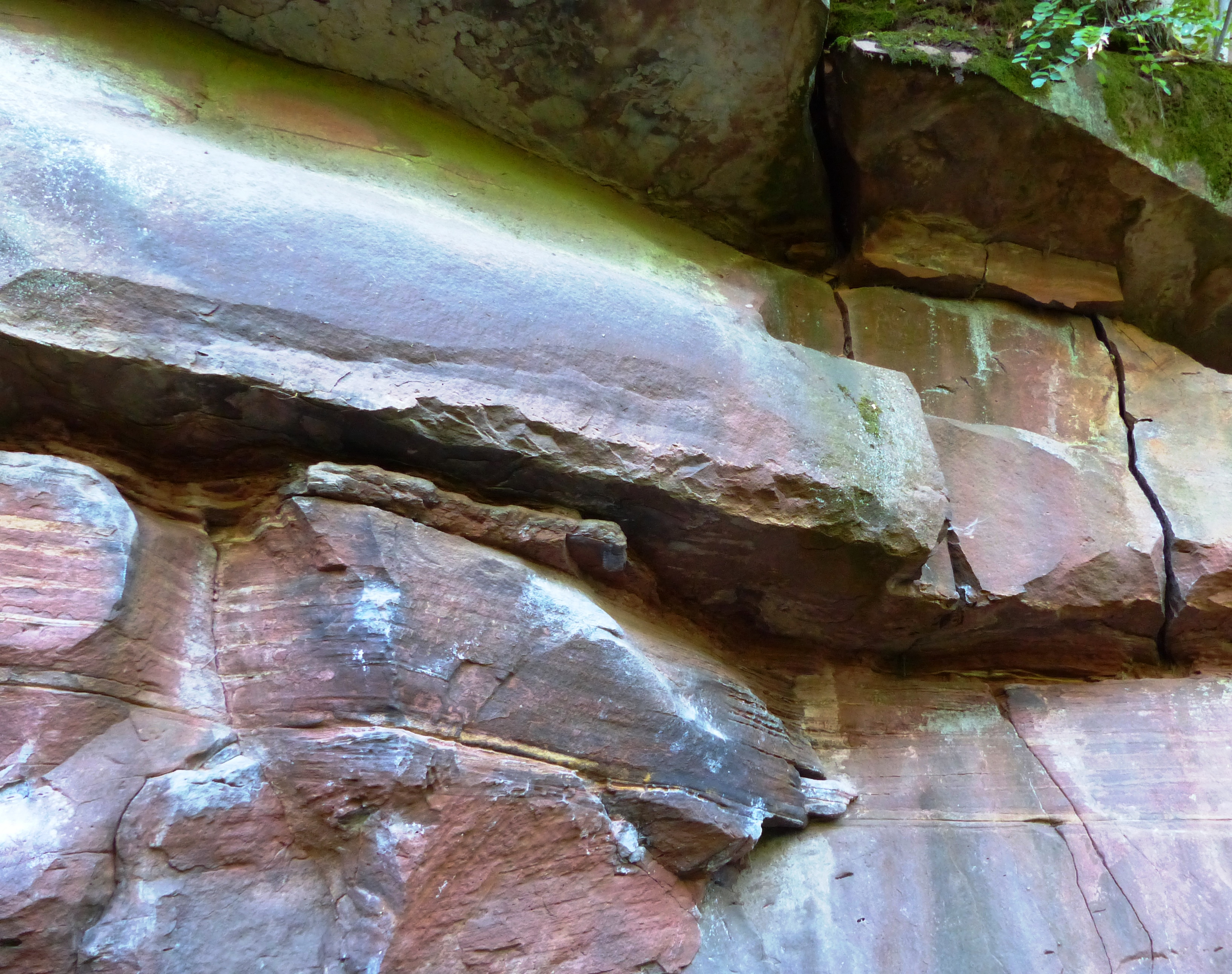
Aufgeschlossene Felswand (Mittlerer Buntsandstein, sm2) am Riesenstein mit horizontalen Schichtlagen
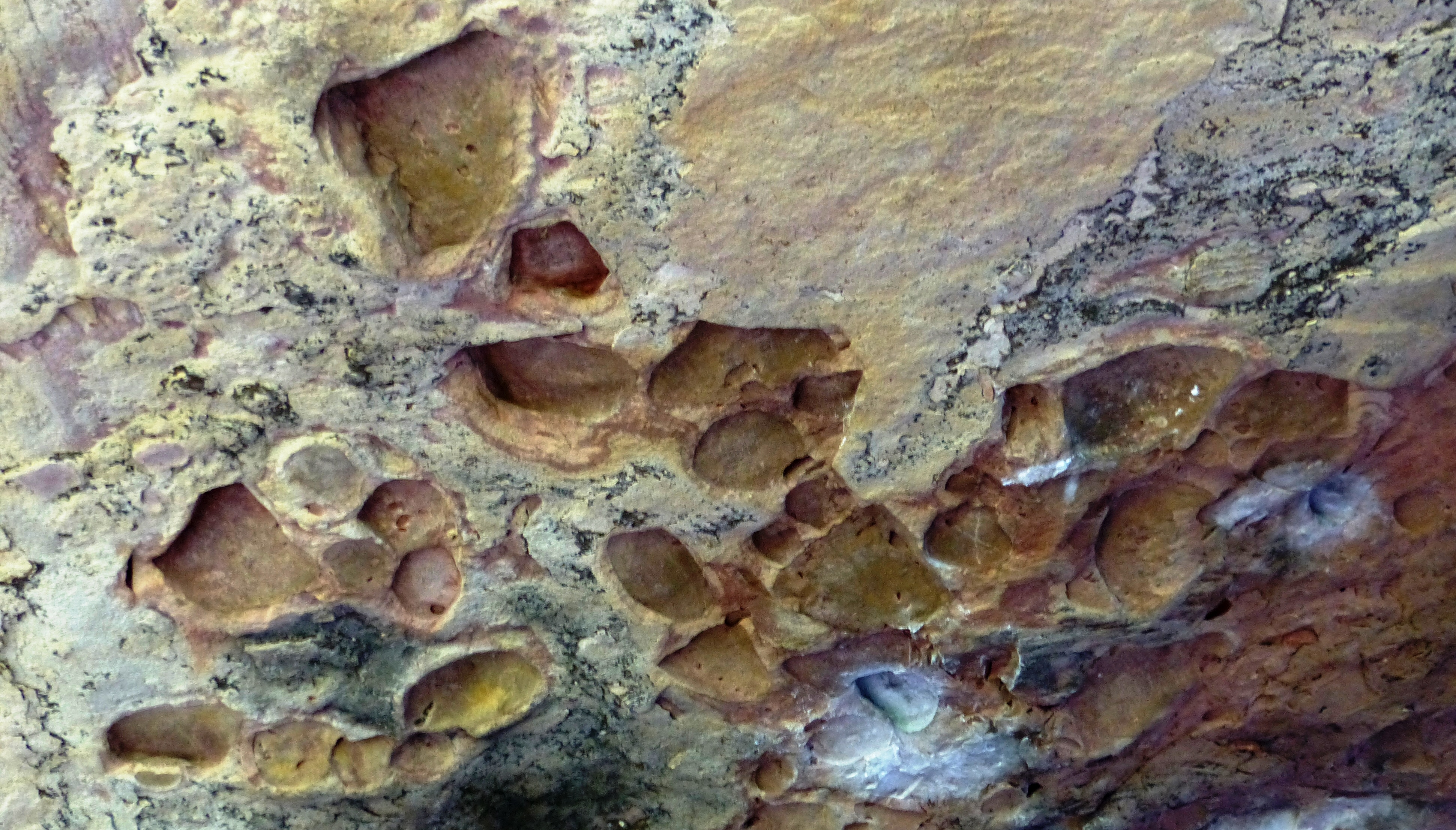
Felsblock (su2) mit ausgewitterten Konkretionen (Tongallen) und Spuren von Magnesiumcarbonat
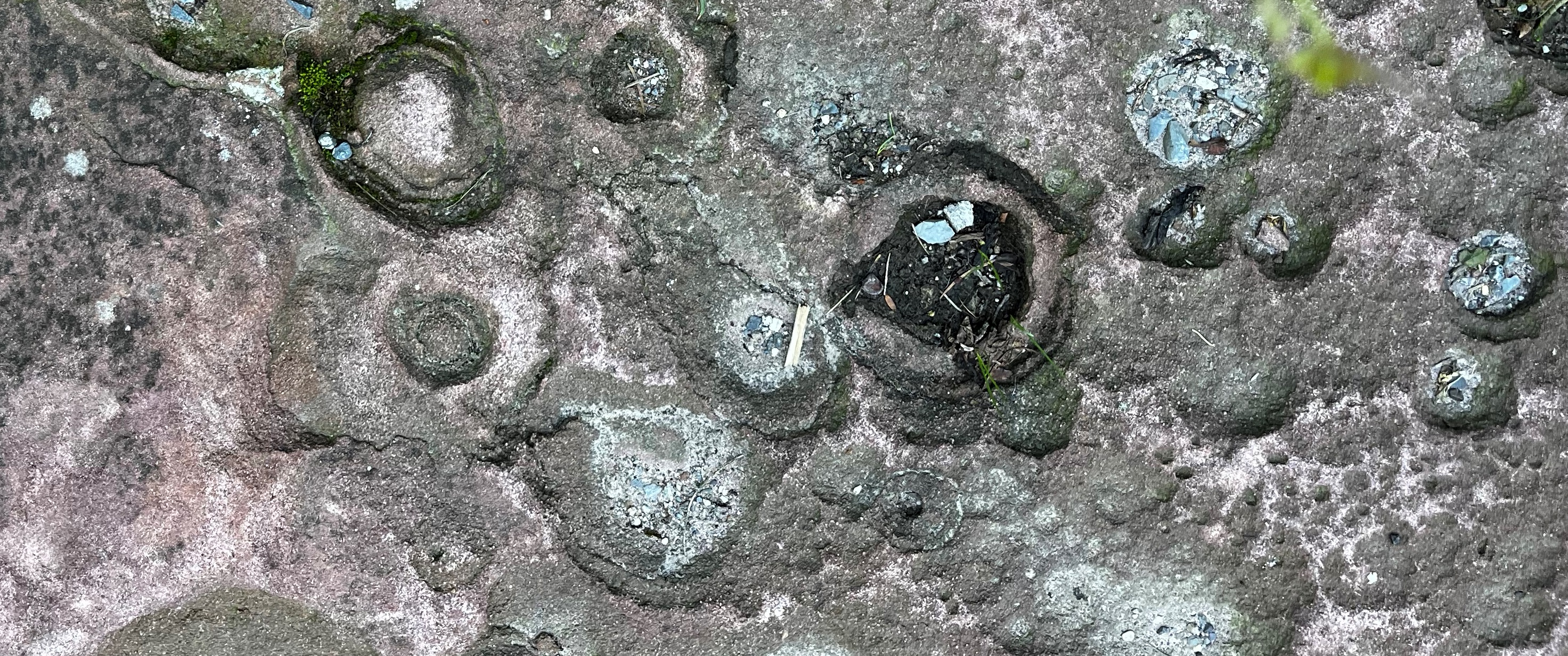
Tongallen mit kristallinem Azurit (blau)

Mit dem umfänglichen Gesteinsabbau am Riesenstein haben Menschen über mehrere Jahrhunderte in die Morphologie des Gaisbergs erheblich eingegriffen. Die landschaftlichen Veränderungen sind nicht mehr reversibel. So erodieren die ca. 30 Meter hohen aufgeschlossenen Buntsandsteinflächen seit vielen Jahrzehnten gut sichtbar an ihren Verwerfungslinien. Die Absturzgefahr größerer Felsen ist nur eine Frage der Zeit. Tektonisch ist die Gaisbergscholle durch die fortschreitende Absenkung des Oberrheingrabens immer noch in Bewegung. Bislang waren nur Beben mit leichten Gebäudeschäden zu vermerken. So erschütterte beispielsweise am 22. Januar 1970 ein Erdbeben den gesamten südwestdeutschen Raum.

## Flora, Fauna

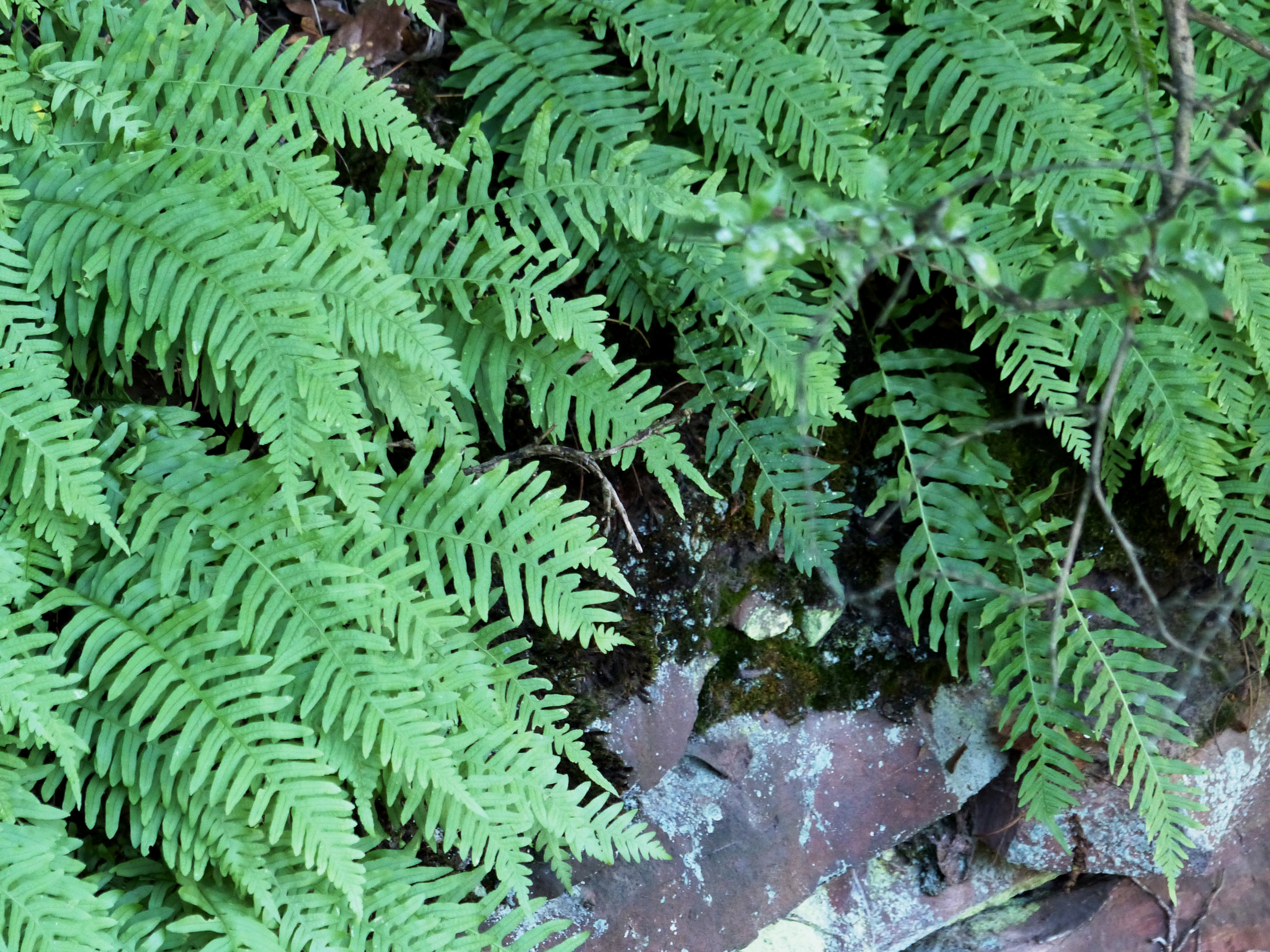
Tüpfelfarn (Polypodium vulgare) an den Felswänden des Naturdenkmals

Die über fünf Meter hohe nordexponierte Buntsandsteinwand mit den vorgelagerten, abgestürzten Felsen ist klimatisch betrachtet ein sehr kühler und schattiger
Lebensraum. Hier wachsen zahlreiche Moose, Flechten und Farne. So finden sich u. a. der Wald-Frauenfarn (Athyrium filix-femina), Gewöhnlicher Dornfarn (Dryopteris carthusiana), Schönes Frauenhaarmoos, Braunstieliger Streifenfarn (Asplenium trichomanes ssp. quadrivalens D.E. Mey) sowie die Schwefelflechte (Chrysothrix clorina). Als Besonderheit zeigt sich an den steilen Felswänden des Naturdenkmals ein dichter kolonieartiger Bestand des Tüpfelfarns (Polypodium vulgare) mit hunderten von Exemplaren.
Die dicht bewaldete Umgebung beherbergt meist Laubbäume, darunter Edelkastanie (Castanea sativa), Rotbuche (Fagus sylvatica), Hainbuche (Carpinus betulus), Berg-Ahorn (Acer pseudoplatanus), Berg-Ulme (Ulmus glabra) und Trauben-Eiche (Quercus petraea). Den Waldboden bedecken hohe Anteile von Totholz. Dazwischen wachsen Wald-Segge (Carex sylvatica) sowie Draht-Schmiele  (Avenella flexuosa), Wald-Habichtskraut (Hieracium murorum) und Gewöhnliches Hexenkraut (Circaea lutetiana).
Im feuchten und lichtarmen Schluchtwald am Riesenstein lebt der Feuersalamander. Dunkle Spalten und Klüfte an den Felswänden nutzen Fledermäuse als Tagesversteck und Schlafplatz. Auf den Wegen findet sich während der Sommermonate der blauviolette Waldmistkäfer (Anoplotrupes stercorosus).

## Gefährdung
Das Klettern und Bouldern an den Felsen des Naturdenkmals bleibt nicht ohne Folgen. So befinden sich im Bereich des geschützten Geotops eingeschlagene Kletterhaken sowie zahlreiche Spuren von Magnesiumcarbonat, trotz des eindeutigen Verbots. Magnesia in größeren Mengen wirkt wie ein basisches Düngemittel und verändert den pH-Wert im Oberboden.
In Plastiktüten zurückgelassener Müll und sonstige Abfälle (z. B. Glasscherben) belasten dort zusätzlich die Umwelt. Auch offenes Feuer (z. B. Grillen) ist auf dem gesamten Gelände streng untersagt.

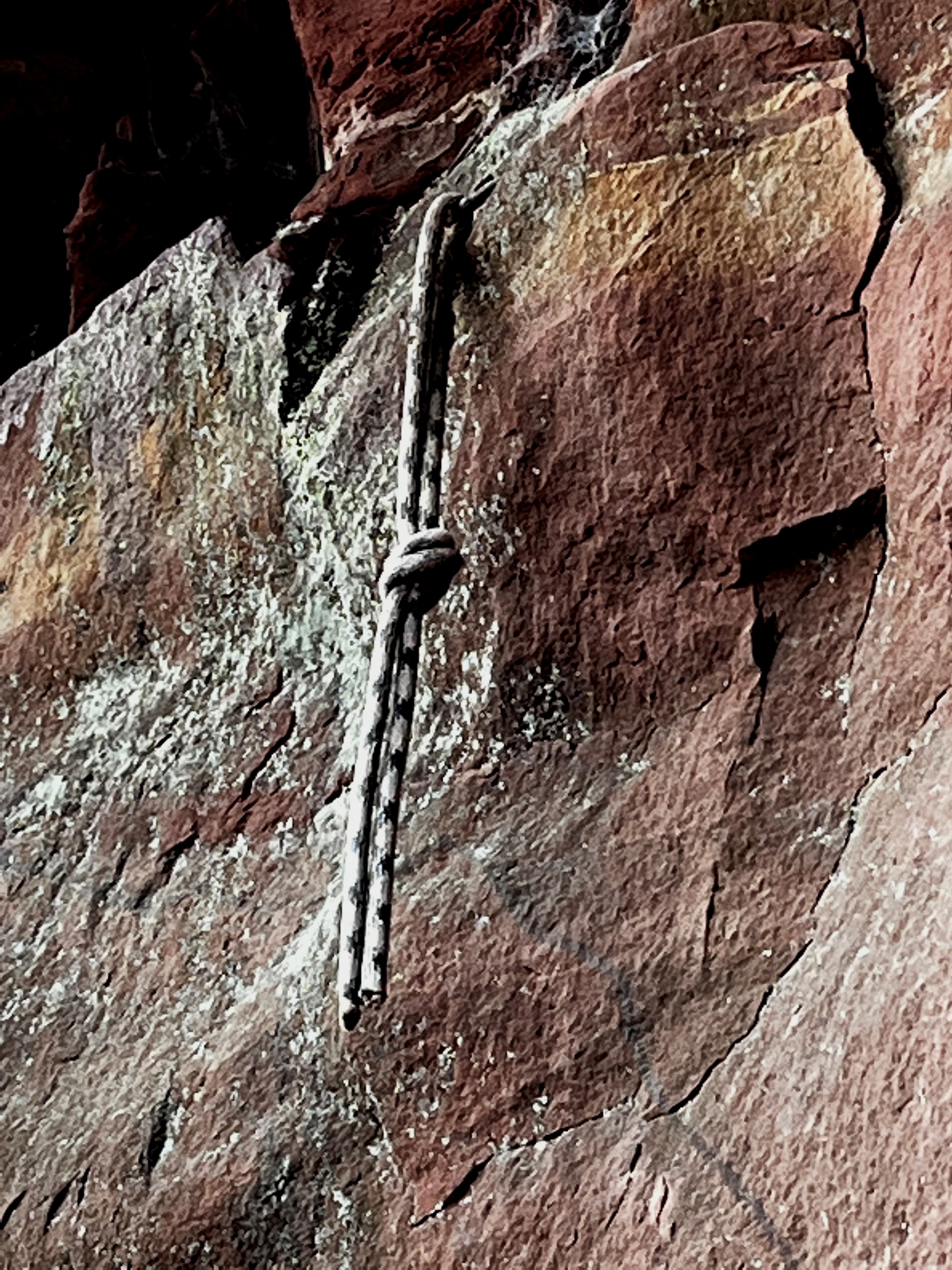
Normalhaken und Bandschlinge am Naturdenkmal
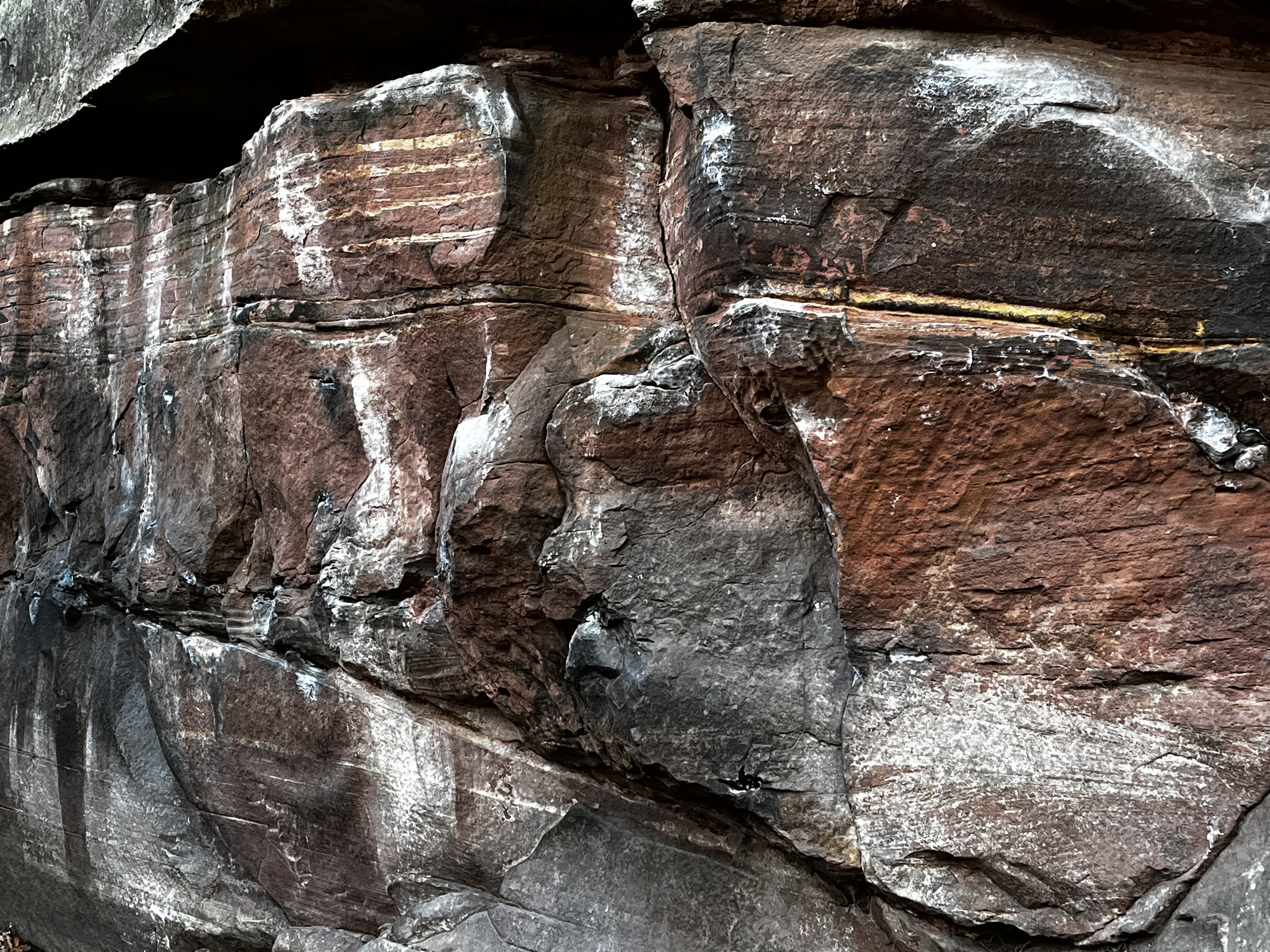
Magnesia an Spalten und Klüften
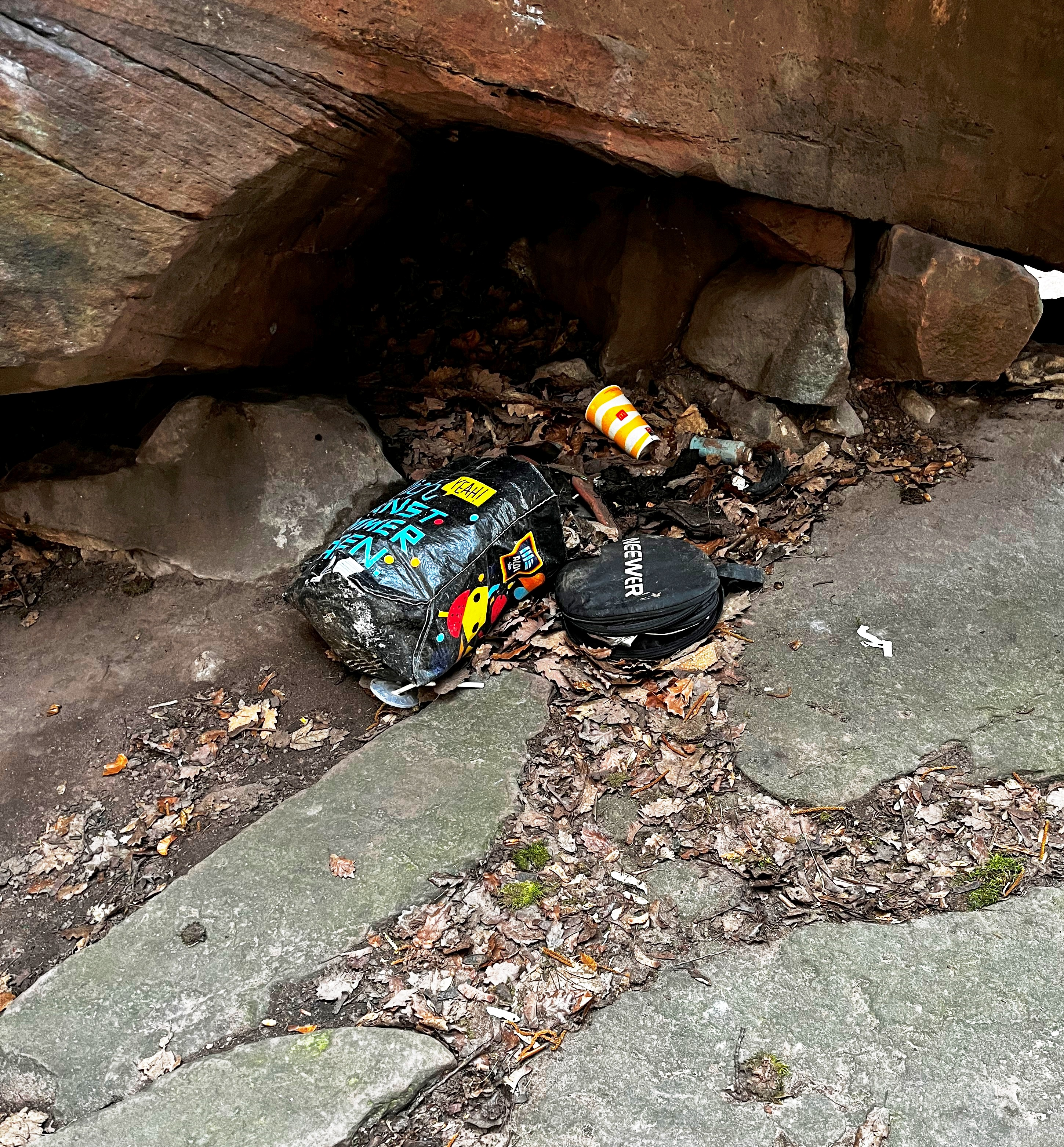
Zurückgelassener Müll

## Corpshaus Riesenstein

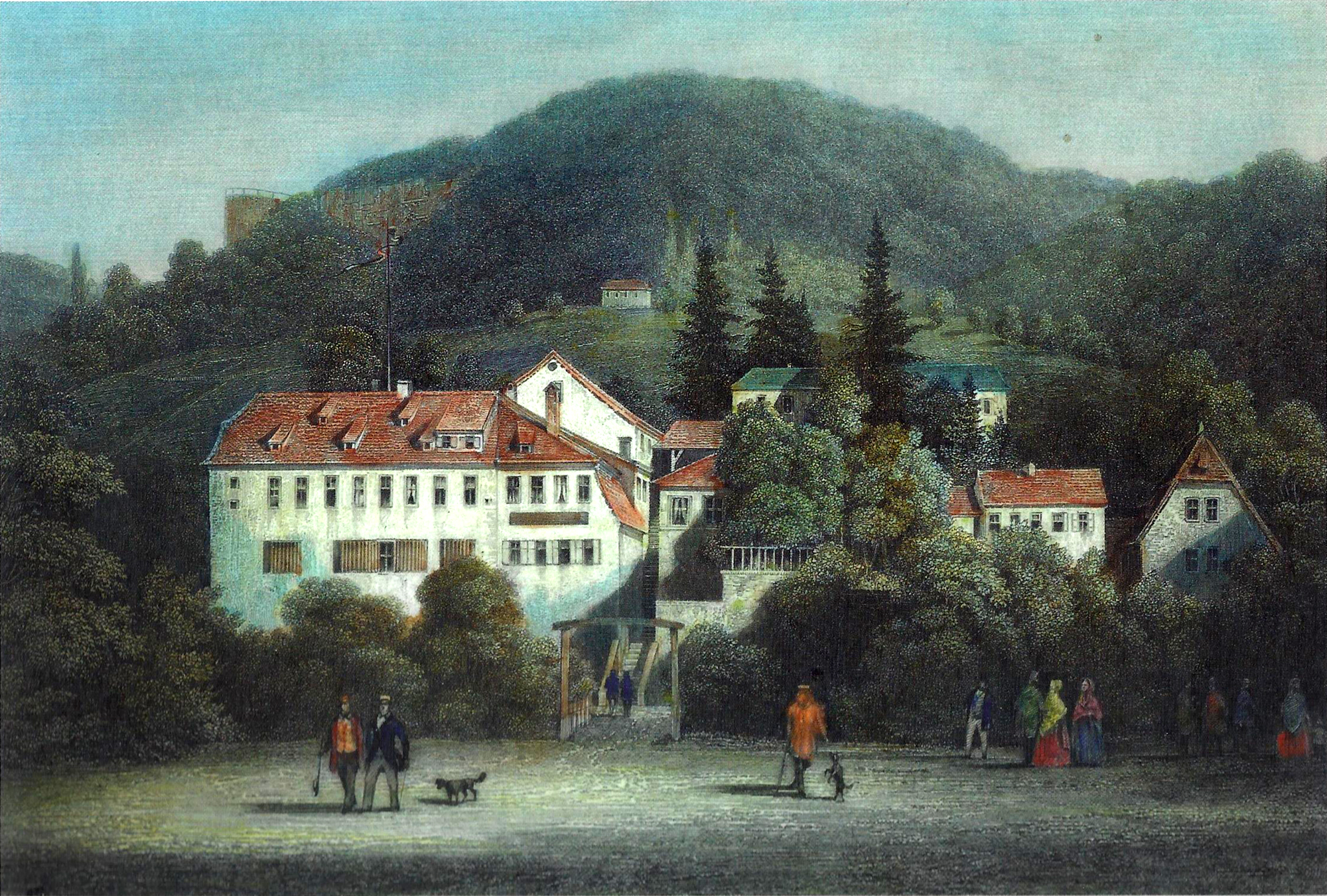
Heidelberger Verbindungshaus „Riesenstein“ der Saxo-Borussia am Hangfuß des stillgelegten, gleichnamigen Sandsteinbruchs (Gemälde um 1870)

Das Corpshaus Riesenstein der Studentenverbindung Saxo-Borussia Heidelberg befindet sich am Nordhang des Gaisbergs mit der Hausnummer Friedrich-Ebert-Anlage 44 (ehemals Leopoldstraße 34). Das denkmalgeschützte Anwesen wurde 1802 erbaut und gehört seit 1874 dem Corps. Den Namen Riesenstein erhielt das Gebäude auf Anregung des AHV-Vorsitzenden Harald von Siebert.  Sein Vorgänger Franz-Adalbert Freiherr von Rosenberg ließ den Namenszug in den Buntsandstein über dem Zugangsportal einmeißeln.
Der Name Riesenstein geht wohl auf den mittelalterlichen Begriff riesen als Synonym für rutschen zurück. Ab dem späten Mittelalter wurde das gebrochene Gestein aus dem Steinbruch Riesenstein über den steilen Gaisberghang in die Stadt geriest. Auf dem Merianstich von 1620 ist diese Steinrutsche noch gut erkennbar.